# Ritratto di Carlo I ed Enrichetta Maria con i due figli maggiori
Il dipinto di Carlo I ed Enrichetta Maria con i due figli maggiori
è il primo realizzato da van Dyck alla famiglia reale inglese; il quadro, conosciuto anche come Great Piece, rappresenta il mecenate e protettore inglese di van Dyck, Carlo I Stuart, seduto sul trono con accanto la moglie, la regina Enrichetta Maria. Ai piedi del sovrano, il suo figlio maschio maggiore e suo erede, il principe di Galles Carlo ed un piccolo cane da compagnia. In braccio alla regina è raffigurata invece Maria, prima figlia femmina della coppia reale, che sarà sposa di Guglielmo II d'Orange.
Accanto al re sono posti gli attributi reali, la corona e lo scettro del potere.